# Cremaspora
Genre
Classification phylogénétique
Cremaspora est un genre d'arbustes rameux de la famille des Rubiaceae, tribu des canthiées, originaire d'Afrique. Il compte seize espèces aux feuilles composées et fleurs en cymes. C'est l'unique genre de la tribu des Cremasporeae.

## Quelques espèces
- Cremaspora africana
- Cremaspora bocandeana
- Cremaspora coffeoides
- Cremaspora comorensis
- Cremaspora confluens
- Cremaspora congesta
- Cremaspora trifolia

## Synonymes
- Pappostyles, Pappostylum, Schizospermum